# First Responder Network Authority
FirstNet ou First Responder Network Authority (Autorité réseau du premier répondant en traduction littérale) est une autorité indépendante créée aux États-Unis visant à créer un réseau sans fil national, à haut débit, interopérable, sécurisé, spécialement conçu et réservé pour la sécurité publique (police, armée...) et les intervenants d'urgence (ambulances, pompiers...) dans les 50 États des États-Unis. 
Ce réseau prioritaire doit continuer à fonctionner en cas de catastrophe ou d'urgence à grande échelle, là où les autres réseaux de téléphonie portables et de communication (« sans-fil » notamment) seraient encombrés, hors-service ou débordés. FirstNet doit permettre un partage de données en temps réel (pour alerter sur des environnements dangereux ou un danger imminent, mais aussi pour la résolution d'enquêtes criminelles ou policières), des services de localisation optimisés et une couverture ininterrompue du pays. Son siège est basé à Reston (Virginie) et son Budget annuel 2019 était de 81 millions de dollars. FirstNet est dirigé par Edward Parkinson. 
FirstNet n'est pas une Agence indépendante du gouvernement des États-Unis, FirstNet se construit avec des entreprises du secteur des télécommunications et fonctionnera sous l'égide du département du Commerce ; son Agence-mère étant la Commission fédérale des communications (FCC).

## Histoire
Firstnet a été créé après que l'on ait constaté lors des attentats du 11 septembre 2001, un manque de connectivité et de communication claire entre les premiers intervenants. Il a été lancé en vertu de la loi Middle Class Tax Relief and Job Creation Act de 2012 (MCTRJCA)  au sein de la National Telecommunications and Information Administration (NTIA) qui est l'Agence du département du Commerce des États-Unis servant de conseiller principal du président sur les politiques de télécommunications relatives à l'avancement économique et technologique des États-Unis et à la réglementation de l'industrie des télécommunications.
La mission de FirstNet est d'établir, exploiter et maintenir un large réseau de bande de sécurité publique interopérable. Le Congrès lui a alloué 7 milliards de dollars et 10MHz duplex de spectre radio dans la bande 14 pour construire ce réseau en milieu urbain et rural.

## Contexte
Le conseil d'administration de FirstNet est une équipe de 15 experts, le First Net Board créé dans le cadre de la loi de 2012. 
Les représentants de l'État y comprennent le secrétaire à la Sécurité intérieure (poste créé après les attentats du 11 septembre 2001), le procureur général et le directeur du bureau de la gestion et du budget qui sont membres permanents. Les autres membres sont sélectionnés par le Secrétaire au Commerce pour leur expertise  technique, financière, sur les réseaux et en matière de sécurité publique[réf. nécessaire]
Avant FirstNet, le Public Safety Spectrum Trust (ONG représenant les besoins en spectre radio des agences de police, d'incendie et d'ambulance aux États-Unis) avait été choisi par la Commission fédérale des communications (FCC) comme le Licencié de sécurité publique à large bande (PSBL) pour le spectre large bande national de sécurité publique (de 10 à 700 MHz).

## Réseau d'accès radio (RAN)
La construction du réseau national FirstNet nécessite que chaque État dispose d'un réseau d'accès radio (RAN pour Radio Access Network, qui désigne la partie radio d'un réseau de téléphonie mobile), capable de s'interconnecter au cœur du réseau FirstNet. 
Selon la loi MCTRJCA, FirstNet doit consulter les États, les communautés locales et les gouvernements tribaux pour élaborer les exigences de son plan de déploiement RAN. 
Ces efforts ont débuté en mai 2013. Chaque État pourra cependant soit d'autoriser FirstNet à créer le RAN, soit de «se retirer» et de créer son propre RAN. Même si un État choisit de se retirer et de demander l'approbation de la FCC il sera obligé d'utiliser le cœur du réseau FirstNet et doit répondre aux exigences de FirstNet :
- Démontrer sa capacité technique d'exploiter et de financer le RAN
- Maintenir une interopérabilité continue avec le réseau FirstNet
- Terminer le projet dans les délais spécifiés
- Exécuter son plan de manière rentable
- Offrir une sécurité, une couverture et une qualité de service comparables à celles du réseau FirstNet

Remarque : Les États remplissant ces critères et ayant reçu l'approbation de la FCC peuvent demander un financement par le biais de la NTIA.